# Real Sociedad de Fútbol 2016-2017
Questa voce raccoglie le informazioni riguardanti la Real Sociedad nelle competizioni ufficiali della stagione 2016-2017.

## Stagione

### Campionato
La Real Sociedad ha chiuso il campionato al sesto posto con 64 punti, frutto di 19 vittorie, 7 pareggi e 12 sconfitte. Con questo piazzamento si è qualificata alla fase a gironi dell'Europa League 2017-2018.

### Coppa del Re
In Coppa del Re la squadra è arrivata fino ai quarti di finale, dove è stata eliminata dal Barcellona, vittorioso sia all'andata per 0-1 a San Sebastián, che al ritorno per 5-2. Nei turni precedenti, la Real Sociedad aveva eliminato il Villarreal ed il Real Valladolid.

## Maglie e divise
| Casa | Trasferta | Terza divisa |

## Rosa
In corsivo i calciatori ceduti durante la stagione 
| N. |                      | Ruolo | Calciatore             |
| -- | -------------------- | ----- | ---------------------- |
| 1  | Argentina (bandiera) | P     | Gerónimo Rulli         |
| 2  | Spagna (bandiera)    | D     | Carlos Martínez        |
| 3  | Spagna (bandiera)    | D     | Mikel González         |
| 4  | Spagna (bandiera)    | C     | Asier Illarramendi     |
| 5  | Spagna (bandiera)    | C     | Markel Bergara         |
| 6  | Spagna (bandiera)    | D     | Iñigo Martínez         |
| 7  | Spagna (bandiera)    | A     | Juanmi                 |
| 8  | Spagna (bandiera)    | C     | Esteban Granero        |
| 9  | Spagna (bandiera)    | A     | Imanol Agirretxe       |
| 10 | Spagna (bandiera)    | A     | Xabi Prieto (capitano) |
| 11 | Messico (bandiera)   | A     | Carlos Vela            |
| 12 | Brasile (bandiera)   | A     | Willian José           |
| 13 | Spagna (bandiera)    | P     | Ander Bardají          |
| 14 | Spagna (bandiera)    | C     | Rubén Pardo            |
| 15 | Spagna (bandiera)    | D     | Aritz Elustondo        |

| N. |                       | Ruolo | Calciatore       |
| -- | --------------------- | ----- | ---------------- |
| 16 | Spagna (bandiera)     | C     | Sergio Canales   |
| 17 | Spagna (bandiera)     | C     | David Zurutuza   |
| 18 | Spagna (bandiera)     | C     | Mikel Oyarzabal  |
| 19 | Spagna (bandiera)     | D     | Yuri Berchiche   |
| 20 | Spagna (bandiera)     | D     | Joseba Zaldúa    |
| 21 | Spagna (bandiera)     | D     | Héctor Hernández |
| 22 | Spagna (bandiera)     | D     | Raúl Navas       |
| 23 | Spagna (bandiera)     | C     | Jon Gaztañaga    |
| 24 | Spagna (bandiera)     | C     | David Concha     |
| 25 | Spagna (bandiera)     | P     | Toño             |
| 26 | Spagna (bandiera)     | A     | Jon Bautista     |
| 27 | Spagna (bandiera)     | D     | Igor Zubeldia    |
| 29 | Spagna (bandiera)     | D     | Álvaro Odriozola |
| 32 | Portogallo (bandiera) | D     | Kévin Rodrigues  |
| 33 | Spagna (bandiera)     | C     | Jon Guridi       |